# Oostelijke savannevliegenvanger
De oostelijke savannevliegenvanger (Batis minor) is een zangvogel uit de familie Platysteiridae (lelvliegenvangers). Eerder werd de westelijke savannevliegenvanger als een ondersoort van deze vogel beschouwd.

## Verspreiding en leefgebied
Deze soort komt voor in zuidelijk Somalië, zuidoostelijk Kenia en oostelijk Tanzania.

## Status
De grootte van de populatie is niet gekwantificeerd maar de soort wordt omschreven als algemeen tot talrijk. Op de Rode lijst van de IUCN heeft deze soort de status niet bedreigd.